# ФК «Славія» (Прага) в сезоні 1917
Сезон ФК «Славія» (Прага) 1917 — сезон чехословацького футбольного клубу «Славія».

## Склад команди
Наведено не повний список гравців команди. У зв'язку з воєнними діями через команду за рік пройшла велика кількість гравців, особливо в товариських матчах.

| № | Поз. | Нац.           | Гравець             |
| - | ---- | -------------- | ------------------- |
|   | ВР   | Чехословаччина | Главачек            |
|   | ВР   | Чехословаччина | Турек               |
|   | ЗХ   | Чехословаччина | Антонін Раценбергер |
|   | ЗХ   | Чехословаччина | Янко                |
|   | ЗХ   | Чехословаччина | Морвай              |
|   | ЗХ   | Чехословаччина | Ріхард Веселий      |
|   | ПЗ   | Чехословаччина | Войтех Заїчек       |
|   | ПЗ   | Чехословаччина | Р.Вальдгегер        |
|   | ПЗ   | Чехословаччина | Франтішек Фіхта     |

| № | Поз. | Нац.           | Гравець        |
| - | ---- | -------------- | -------------- |
|   | НП   | Чехословаччина | Йозеф Бєлка    |
|   | НП   | Чехословаччина | Отто Богата    |
|   | НП   | Чехословаччина | Ян Ванік       |
|   | НП   | Чехословаччина | Гаєк           |
|   | НП   | Чехословаччина | Гусак          |
|   | НП   | Чехословаччина | Вацлав Прошек  |
|   | НП   | Чехословаччина | Ржегак         |
|   | НП   | Чехословаччина | Йозеф Седлачек |
|   | НП   | Чехословаччина | Вацлав Шубрт   |

## Чемпіонат Богемії
Проведенням змагань займався Австрійський союз. До вищого дивізіону включили 4 команди: «Славію», «Спарту», «ДФК Прага» і «Вікторію». З наступного сезону до цієї четвірки мали долучитися шість команд, переможців другого дивізіону. Але австрійські представники не врахували давньої ворожнечі між «Славією» і «ДФК Прага». Представники «Славії» з самого початку повідомили, що не гратимуть з ДФК. Голова АФС Фюрц особисто взявся стати посередником у конфлікті, а секретар Гуссманн прибув у Прагу для проведення жеребкування, незважаючи на протест «Славії». В першому турі 22 квітня мали зустрітися «ДФК Прага» — «Спарта» і «Славія» — «Вікторія», а 29 квітня в другому турі грали ДФК — «Славія» та «Спарта» — «Вікторія». Виникли проблеми дисциплінарного характеру у «Вікторії», через що команда не могла зіграти 22 квітня. Тому «Славія» запланувала на 22 квітня матч проти «Сміхова», а на 29 квітня гру проти угорського «Ференцвароша», підкресливши цим самим своє рішення не грати проти ДФК. Австрійський союз спробував затягнути час і переніс матчі другого туру, зобов'язавши «Славію» зіграти матч з «Вікторією» 29 квітня. Не бажаючи зіпсувати стосунки з «Ференцварошем», «Славія» вирішила зіграти в один день обидва матчі. Клуб мав труднощі зі складом, зібравши лише 16 гравців. Тому 6 футболістів зіграли в обох поєдинках. Матч проти «Вікторії» був першим і завершився нічиєю 3:3. Можливо, нічия в цьому матчі була договірною<. Далі на тому ж полі відбувся поєдинок другого дивізіону «Уніон» (Жижков) — «Чеський Лев» (Прага), після чого «Славія» зіграла з «Ференцварошем», здобувши перемогу з рахунком 4:3.
Тим не менше, перенесення другого туру не принесло результату. «Славія» відмовилась грати проти ДФК і отримала технічну поразку 0:3. В третьому турі «Славія» перемогла «Спарту» — 5:0. Інші матчі змагань не відбулися. На засіданні федерації «Славію» покарали, відібравши очка в матчах з «Вікторією» і «Спартою», і віддавши по два очка суперникам, хоча самі результати не були анульовані. Формальним приводом для покарання назвали те, що «Славія» не відзвітувала про своїх гравців. Клуб ДФК Прага з двома перемогами був оголошений чемпіоном.

### Матчі
| 29.04.1917 | Славія (Прага) | 3:3 | Вікторія Жижков | Прага |  |
|            |                |     |                 |       |  |

| 05.05.1917                                                                                       | Славія (Прага)     | 5:0 | Спарта (Прага) | Прага                                 |  |
|                                                                                                  | Прошек Ванік Шубрт |     |                | Глядачі: 3500 Суддя: Франтішек Цейнар |  |
| Главачек — Ратценбергер, Янко — Р.Вальдгегер, Фіхта, Заїчек — Шубрт, Бєлка, Ванік, Прошек, Гусак |                    |     |                |                                       |  |

### Турнірна таблиця
|   | Команди           | І | В | Н | П | ГЗ | ГП | Р  | О |
| - | ----------------- | - | - | - | - | -- | -- | -- | - |
| 1 | ДФК Прага         | 2 | 2 | 0 | 0 | 7  | 1  | +6 | 4 |
| 2 | Вікторія (Жижков) | 1 | 0 | 1 | 0 | 3  | 3  | 0  | 2 |
| 3 | Спарта (Прага)    | 2 | 0 | 0 | 2 | 1  | 9  | -8 | 2 |
| 4 | Славія (Прага)    | 3 | 1 | 1 | 1 | 8  | 6  | +2 | 0 |

## Чемпіонат Чехії
Також був проведений чемпіонат Чехії за участі команд з Праги, Кладно і Пльзені. На початку осені Чеська федерація вийшла з-під впливу Австрійської федерації футболу і з цієї нагоди вирішила провести футбольне змагання. Через те, що тривала Перша світова війну, команди мали великі проблеми зі складами, багато футболістів воювали. Ряд матчів не відбулися, було багато технічних поразок.
Футболісти «Славії» Ян Ванік, Вацлав Прошек, Франтішек Фіхта та Йозеф Седлачек в жовтні 1917 року отримали запрошення зіграти в товариському матчі за збірну Австрії. «Славія» вийшла з Австрійського футбольного союзу ще у 26 вересня, але на засіданні представників клубу більшістю голосів (7 за і 6 проти) було вирішено дозволити їм зіграти. 7 жовтня відбувся матч Угорщина — Австрія (2:1), у якому всі четверо взяли участь. Цей крок футбольна спільнота країни розцінила як порушення і тимчасова комісія Чеського футбольного союзу вирішила дискваліфікувати футболістів. «Славія» не погоджувалася з цим рішенням і не виключила гравців зі складу. Клуби «Крочеглави», «Чеський Лев» і «Кладно» відмовилися грати проти «Славії» і, зрештою, отримали технічні перемоги з рахунком 3:0. Пізніше дискваліфікацію гравцям відмінили. Решту матчів клуб виграв із загальним рахунком 21:4. Поєдинок між «Славією» і «Спартою» кілька разів переносився. Крайнім строком було 9 грудня, але гра не відбулася через відмову «Славії», яку не задовільнили ряд організаційних питань. «Спарті» зарахували перемогу з рахунком 3:0, хоча це матч і так уже нічого не вирішував, адже команда була недосяжною в турнірній таблиці.

### Турнірна таблиця
|   | Команди               | І | В | Н | П | ГЗ | ГП | О  |
| - | --------------------- | - | - | - | - | -- | -- | -- |
| 1 | Спарта (Прага)        | 8 | 8 | 0 | 0 | 34 | 6  | 16 |
| 2 | Кладно                | 7 | 5 | 0 | 2 | 21 | 15 | 10 |
| 3 | Славія (Прага)        | 8 | 4 | 0 | 4 | 21 | 16 | 8  |
| 4 | Вікторія (Жижков)     | 7 | 4 | 0 | 3 | 13 | 18 | 8  |
| 5 | Сміхов (Прага)        | 7 | 2 | 1 | 4 | 15 | 26 | 5  |
| 6 | Крочеглави (Кладно)   | 6 | 2 | 0 | 4 | 14 | 19 | 4  |
| 7 | Вікторія (Пльзень)    | 5 | 2 | 0 | 3 | 10 | 15 | 4  |
| 8 | Спарта (Кладно)       | 7 | 1 | 1 | 5 | 10 | 17 | 3  |
| 9 | Чеський Лев (Пльзень) | 5 | 1 | 0 | 4 | 7  | 13 | 2  |

### Матчі
| ТМ ~11.11.1917 | Вікторія (Пльзень) | 2:3  | Славія (Прага)              | Пльзень       |  |
|                |                    | звіт | 3' Ванік 7' Отта 31' Прошек | Глядачі: 2000 |  |
|                |                    |      |                             |               |  |

| ТМ ~18.11.1917                                                                                 | Спарта (Кладно) | 1:3  | Славія (Прага) | Кладно |  |
|                                                                                                |                 | звіт |                |        |  |
| Главачек, Раценбергер, Веселий, Морвай, Фіхта, Вальдгегер, Гаєк, Седлачек, лоос, Ванік, Прошек |                 |      |                |        |  |

| ТМ 25.11.1917                                                | Славія (Прага)             | 8:1  | Сміхов |  |  |
|                                                              | Седлачек Ванік Прошек Отта | звіт | Чижек  |  |  |
| Главачек, Заїчек, Лоос, Отта, Седлачек, Ванік, Прошек, Гаєк… |                            |      |        |  |  |

| 9.12.1917 | Славія (Прага)                   | 7:0  | Вікторія (Жижков) |  |  |
|           | Седлачек Прошек пен.' Отта Ванік | звіт |                   |  |  |
|           |                                  |      |                   |  |  |

## Товариські матчі
| ТМ 6.03.1917 | Славія (Прага) | 6:1 | Метеор (Лібень) |  |  |
|              |                |     |                 |  |  |

| ТМ 25.03.1917                                                                                    | Вінер АФ                  | 2:0      | Славія (Прага) | Відень                             |  |
|                                                                                                  | Й.Штурмер 15' Гайнцль 66' | протокол |                | Стадіон: «Рапідплац» Суддя: Зіманн |  |
| Главачек — Ратценбергер, Янко — Р.Вальдгегер, Фіхта, Заїчек — Гаєк, Бєлка, Ванік, Прошек, Ржегак |                           |          |                |                                    |  |

| ТМ квітень 1917 | Славія (Прага) | 1:0      | БАК | Прага |  |
|                 |                | протокол |     |       |  |

| ТМ 9.04.1917 | Славія (Прага)     | 9:0      | Вінер АК | Прага |  |
|              | Прошек Ванік Бєлка | протокол |          |       |  |
|              |                    |          |          |       |  |

| ТМ 15.04.1917 | Вікторія (Жижков) | 2:1  | Славія (Прага) |  |  |
| | ? Боббі           | звіт | Бєлка          |  |  |
| Вікторія: Буріан, Зоубек, Влк, Плодр, Градецький, Сейферт, Мозош, Седлачек, Прокоп, Боббі, Бек Славія: Главачек, Бєлка, Ванік… |                   |      |                |  |  |

| ТМ 22.04.1917 | Славія (Прага)           | 13:0 | Сміхов (Прага) |  |  |
|               | Бєлка Прошек Ванік Фіхта | звіт |                |  |  |
|               |                          |      |                |  |  |

| ТМ 29.04.1917 | Славія (Прага) | 4:3 | Ференцварош | Прага |  |
|               |                |     |             |       |  |

| ТМ 6.05.1917 | Славія (Прага)                   | 10:0     | Вінер Аматере | Прага          |  |
|              | Раценбергер Бєлка Прошек Ванік ? | протокол |               | Суддя: Сроубек |  |

| Кубок 20.05.1917 | Славія (Прага) | 4:0  | Вікторія (Жижков) |               |  |
|                  | Ванік Прошек   | звіт |                   | Глядачі: 3000 |  |

Інформація про поєдинок ВАК — «Славія» дуже різниться в чеському і австрійському джерелах. Повідомляється різна дата матчу (чеське джерело вказує 28 травня, хоча в цей день команда грала з «Ференцварошем»), автор забитого гола, є великі розбіжності в складах. Спільним є факт, що на останніх хвилинах гри арбітр призначив пенальті і «Славія» зійшла з поля в знак протесту.
| ТМ 27.05.1917 | Вінер АК | 0:1      | Славія (Прага) | Відень                                  |  |
| |          | протокол | Прошек         | Стадіон: ВАК-Плац Суддя: Рудольф Лінніх |  |
| ВАК: Пльгак, Грюнвельд, Шиффер, Ф.Седлачек, Керр, Капс, Дойч, Гайнлайн, Студнічка, Берген, Фрітум Славія (австрійське джерело): Главачек, Морвай, Янко, Вальдгегер, Фіхта, Заїчек, Вільда, Бєлка, Ванік, Прошек, Гаєк Славія (чеське джерело): Турек, Раценбергер, Веселий, Вальдгегер, Фіхта, Заїчек, Шубрт, Бєлка, Ванік, Лоос, Прошек |          |          |                |                                         |  |

| ТМ 28.05.1917 | Ференцварош | 1:3  | Славія (Прага)       | Будапешт                        |  |
|               | Іштван Тот  | звіт | Ян Ванік Йозеф Бєлка | Стадіон: Уллеї-Ут Глядачі: 3000 |  |

| 1917 | Славія (Прага) | 2:3 | Вікторія (Жижков) | Прага |  |
|      |                |     |                   |       |  |

| 1917 | Славія (Прага) | 1:3 | Вікторія (Жижков) | Прага |  |
|      |                |     |                   |       |  |

| 1917 | Славія (Прага) | 4:0 | Вікторія (Жижков) | Прага |  |
|      |                |     |                   |       |  |

| ТМ 1917 | Славія (Прага) | 1:0 | БАК (Будапешт) |  |  |
|         |                |     |                |  |  |

| ТМ 3.06.1917 | Славія (Прага) | 2:2  | Будапешт ХІ | Прага |  |
| | Ванік ?        | звіт |             |       |  |
| Славія: Главачек, Янко, Веселий, Лоос, Фіхта, Вальдгегер, Гаєк, Бєлка, Ванік, Прошек, Ржегак Будапешт: Рудла, Гоубер, Келемен, Вільгельм, Каньнрек, Сюце, Буткай, Немеш, Поц, Швенг, Санто |                |      |             |       |  |

| ТМ 24.06.1917 | Кладно | 3:4  | Славія (Прага) | Кладно |  |
| |        | звіт | Прошек Бєлка   |        |  |
| Кладно: Барри, Плеціті, Клван, Крабец, Напрстек, Шульц, Ландкенбергер, Новак, Лада, Глава, Малий Славія: Главачек, Морвай, Раценбергер, Регак, Фіхта, Лоос, Гаєк, Бєлка, Ванік, Прошек, Новий |        |      |                |        |  |

| ТМ липень 1917 | Славія (Прага) | 4:0  | Пльзень |  |  |
|                |                | звіт |         |  |  |

| ТМ 19.08.1917 | Славія (Прага)   | 3:0  | Спарта (Кладно) |  |  |
|               | Ванік Гаєк Новий | звіт |                 |  |  |
|               |                  |      |                 |  |  |

| ТМ 26.08.1917 | Славія (Прага)    | 3:0  | СК Крочеглави |  |  |
|               | Ванік Бєлка Фіхта | звіт |               |  |  |
|               |                   |      |               |  |  |

| ТМ 2.09.1917 | Славія (Прага)     | 4:0  | Кладно |  |  |
|              | Ванік Прошек Новий | звіт |        |  |  |
|              |                    |      |        |  |  |

| ТМ 12.08.1917 | Слован (Відень) | 1:9      | Славія (Прага)                                                    | Відень                                             |  |
|               | Маха 77'        | протокол | Копейтко 11' 46' 59' 66' Ванік 23' ?' Фіхта 25' Прошек 52' Бек ?' | Стадіон: Гоге Варте Глядачі: 1000 Суддя: Ганс Зуза |  |

| ТМ 8.09.1917 | БАК (Будапешт) | 1:1  | Славія (Прага)    | Будапешт |  |
|              | 72' ?          | звіт | Прошек 41' (пен.) |          |  |
|              |                |      |                   |          |  |

| ТМ 9.09.1917 | Ференцварош | 1:1  | Славія (Прага) | Будапешт                        |  |
|              | Іштван Тот  | звіт | Йозеф Бєлка    | Стадіон: Уллеї-Ут Глядачі: 2500 |  |
|              |             |      |                |                                 |  |

| ТМ 16.09.1917                                                                                         | Вінер АК              | 1:0      | Славія (Прага) | Відень            |  |
| | Філіповский 53' (аг.) | протокол |                | Стадіон: ВАК-Плац |  |
| Славія: Морвай, Янко, Філіповский, Бреський, Вальдгегер, Куріель, Гартлі, Фандеш, Бєлка, Ржегак, Гоєк |                       |          |                |                   |  |

| ТМ 23.09.1917 | Славія (Прага)       | 5:2  | Ференцварош | Прага |  |
|               | Ванік Седлачек Бєлка | звіт | Гедь        |       |  |

| ТМ 30.09.1917 | Славія (Прага)               | 8:0  | Уніон (Жижков) |  |  |
|               | Седлачек Старий Бєлка Прошек | звіт |                |  |  |
|               |                              |      |                |  |  |

| ТМ 4.11.1917 | Славія (Прага)        | 4:0  | Колін |  |  |
|              | Ванік Седлачек Прошек | звіт |       |  |  |
|              |                       |      |       |  |  |

## Виступи за збірні
Футболісти «Славії» виступали в складі збірної Богемії і збірної Праги. Також четверо футболістів грали в збірній Австрії.

### Збірна Богемії
| 1.04.1917 |

| Нижня Австрія                        | 2:2 (2:1) | Богемія                       |
| ------------------------------------ | --------- | ----------------------------- |
| Александер Попович 5' Франц Амон 26' | Звіт      | Вацлав Прошек 31' Ян Ванік ?' |

| ВАФ-Плац, Прага Арбітр: Акош Фегері (Угорщина) |

Нижня Австрія: Август Краупар («Флорідсдорфер»), Александер Попович («Вінер Аматор»), Вінценц Діттріх («Рапід»), Рудольф Рупець («Рапід»), Фрідріх Вайсс («Флорідсдорфер»), Густав Дойч ((«Флорідсдорфер»), Франц Амон («Флорідсдорфер»), Йоганн Краус («Флорідсдорфер»), Отто Некас («Рудольфгюгер»), Едуард Бауер («Рапід»), Густав Візер («Рапід»); тренер: Гайнріх Речурі
Богемія: Рудольф Клапка («Вікторія»), Антонін Янда («Спарта»), Антонін Раценбергер («Славія»), Р.Вальдгегер («Славія»), Франтішек Фіхта («Славія»), Зоубек («Вікторія»), Крупка («Олімпія»), Йозеф Седлачек («Вікторія»), Ян Ванік («Славія»), Вацлав Прошек («Славія»), Ярослав Копейтко («Вікторія»)
| 16.09.1917 |

| Богемія                              | 3:1 (1:0) | Нижня Австрія         |
| ------------------------------------ | --------- | --------------------- |
| Ян Ванік 32', 76' Йозеф Седлачек 78' | Звіт      | Леопольд Нойбауер 55' |

| Летна, Прага Арбітр: Акош Фегері (Угорщина) |

Богемія: Турек («Славія»), Влк («Вікторія»), Антонін Янда («Спарта»), Кучера («Спарта»), Франтішек Фіхта («Славія»), Йозеф Шроубек («Вікторія»), Вацлав Прошек («Славія»), Ян Ванік («Славія»), Новий («Славія»), Йозеф Седлачек («Славія»), Крупка («Спарта»)
Нижня Австрія: Август Краупар («Флорідсдорфер»), Александер Попович («Вінер Аматор»), Віллібальд Штейскаль («Рапід»), Рудольф Рупець («Рапід»), Франц Седлачек («Вінер АФ»), Фердінанд Лукеш («Зіммерінгер»), Лоренц Гаген («Флорідсдорфер»), Лоренц Нойбауер («Вінер АФ»), Едуард Бауер («Рапід»), Франц Амон («Флорідсдорфер»); тренер: Гайнріх Речурі

### Збірна Праги
5.08. СК Оломоуц — Прага — 0:10 (Ванік-3, Прокоп-3, Седлачек-4)
11.11. Прага — Моравія — 14:1 (Тламіха-2, Ярослав Копейтко-7, Шроубек-2, Коленатий, Крупка, автогол Моравії — Кржиж)
- ?, Янда, Влк, Градецький, Кучера, Коленатий, Дрмла, Крупка, Копейтко-Прокоп, Шроубек, Тламіха

Прага — Кладно — 12:2
2.12. Прага — Кладно — 4:1 (Седлачек-3, Прокоп)
- Склад, оголошений за кілька днів до матчу: Свачек — Янда, Поспішил (всі — «Спарта») — Плодр («Вікторія»), Фіхта («Славія»), Шроубек («Вікторія») — Червений («Спарта»), Седлачек («Славія»), Прокоп («Вікторія»), Ванік, Прошек (обидва — «Славія»). Резерв: Гоєр («Спарта»), Гаєк, Лоос (обидва — «Славія»)[11].

22.12. Східна Чехія — Прага — 5:2
- Склад, оголошений за кілька днів до матчу: Главачек («Славія») — Гейда («Вікторія»), Вальдгегер («Славія») — Кучера («Спарта»), Градецький («Вікторія»), Пернер («Спарта») — Берзетті («Сміхов»), Коленатий («Спарта»), Філіповський («Сміхов»), Тламіха («Спарта»), Бек («Вікторія»). Резерв: Гавлік («Вікторія»)[11]. Відомо, що Главачек і Вальдгегер не змогли зіграти[10].

### Збірна Австрії
- Австрія — Угорщина — 1:4

За Австрію виступали Ян Ванік і Вацлав Прошек. Прошев забив гол.
- Угорщина — Австрія — 2:1

В австрійській команді грали Ян Ванік, Вацлав Прошек, Франтішек Фіхта і Йозеф Седлачек. Седлачек забив гол.